# C. J. Bruton
Calvin Thomas Bruton Jr., más conocido como C.J. Bruton jr (nacido el 13 de diciembre de 1975 en Wichita,  Kansas) es un exjugador y entrenador de baloncesto con doble nacionalidad estadounidense y australiana. Con 1.88 metros de estatura, jugaba en la posición de base.

## Trayectoria
- Indian Hills Junior College (1995-1997)
- Perry Lakes Hawks  (1993)
- Perth Wildcats (1994)
- Brisbane Bullets (1997)
- Wollongong Hawks (1998-2000)
- Sioux Falls Skyforce  (2000-2001)
- Marinos de Oriente   (2001)
- Canberra Cannons  (2001-2003)
- Sydney Kings (2003-2006)
- Brisbane Bullets  (2006-2008)
- New Zealand Breakers  (2008-2009)
- Ironi Ashkelon (2009)
- New Zealand Breakers (2009-2010)
- Piratas de Quebradillas   (2010)
- New Zealand Breakers  (2010-2011)
- Piratas de Quebradillas  (2011)
- New Zealand Breakers  (2011-2014)

## Participaciones en competiciones internacionales

### Juegos olímpicos
- Atenas 2004 9/12
- Pekín 2008 7/12

### Mundiales
- Japón 2006 13/24